# Contea di Orleans (Vermont)
La contea di Orleans, in inglese Orleans County, è una contea dello Stato del Vermont, negli Stati Uniti d'America. La popolazione al censimento del 2000 era di 26 277 abitanti. Il capoluogo di contea è Newport.

## Geografia fisica
La contea si trova nella parte settentrionale del Vermont. L'U.S. Census Bureau certifica che l'estensione della contea è di 1867 km², di cui 60 km² coperti da acque interne.
Il territorio è prevalentemente montagnoso e a ovest si trovano i picchi di Jay e North Jay e le montagne Belvidere e Haystack. La contea è bagnata da numerosi laghi e fiumi, in particolare Barton, Black, Clyde e Missisquoi.

### Contee confinanti
- Contea di Essex - est
- Contea di Caledonia - sud
- Contea di Lamoille - sud-ovest
- Contea di Franklin - ovest
- Municipalità regionale della contea di Brome-Missisquoi (Quebec, Canada) - nord-ovest
- Municipalità regionale della contea di Memphrémagog (Quebec, Canada) - nord
- Municipalità regionale della contea di Coaticook (Quebec, Canada) - nord-est

## Storia
La contea fu creata nel 1792, quando le contee di Chittenden e Orange furono suddivise in sei contee, tra cui quella di Orleans. Probabilmente deve il suo nome a Luigi Filippo II di Borbone-Orléans.

## Comuni
La Contea di Orleans conta 19 comuni, comprendenti 1 city e 18 town.
- Albany - town
- Barton - town
- Brownington - town
- Charleston - town
- Coventry - town
- Craftsbury - town
- Derby - town
- Glover - town
- Greensboro - town
- Holland - town
- Irasburg - town
- Jay - town
- Lowell - town
- Morgan - town
- Newport - (capoluogo) city
- Newport - town
- Troy - town
- Westfield - town
- Westmore - town

### Località
- Albany - village nel comune di Albany
- Barton - village nel comune di Barton
- Derby Center - village nel comune di Derby
- Derby Line - village nel comune di Derby
- North Troy - village nel comune di Troy
- Orleans - village nel comune di Barton

## Strade principali
- Interstate 91 - da Barton a Derby
- U.S. Route 5 - da Barton a Derby